# Тао Чжиюэ
Та́о Чжиюэ́ (кит. упр. 陶峙岳, пиньинь Táo Zhìyuè;, 18 сентября 1892 — 26 декабря 1988) — китайский военачальник, уроженец провинции Хунань. Генерал армии Гоминьдана, затем — НОАК.

## Биография
В 1912 году вошел в Тунмэнхой. С 1927 года — член партии Гоминьдан, принял участие в Северном походе. Во время инцидента на Лугоуцяо командовал 8-й дивизией. С 1938 по 1946 год принимал участие в нескольких военных операциях, в том числе в обороне Шанхая, в 1938 году направлен в Шэньси, командовал 1-й армией, 37-й объединенной армией. В 1946—1948 годах командовал гарнизоном Синьцзяна, член правительства Синьцзяна.
С 1949 года — в НОАК. В этом же году назначен на пост командующего 22-й армией. В 1949 году являлся заместителем командующего Синьцзянским военным округом. В 1950 году стал командующим СПСК. В 1965 году подал заявление на членство в КПК, однако получил одобрение только в 1983 году. Был членом ВСНП с 1 по 5 созыв, член ПК ВСНП 4-го и 5-го созывов, член 1, 2, 3, 4, 5 и 6 НПКСК. В 6-м занимал пост заместителя председателя.
Умер в Чанша.